# جلال عبدالرحمان
جلال عبدالرحمان (انگلیسی: Jalal Abdul-Rahman؛ زادهٔ ۶ مهٔ ۱۹۴۴) بازیکن فوتبال است.
وی همچنین در تیم ملی فوتبال عراق بازی کرده‌است.